# Simon Zsigmond Antal
Simon Zsigmond Antal (Sopron, 1814. február 3. – Tihany, 1891. március 13.) magyar bencés apát, gimnáziumi igazgató-tanár.

## Életpályája
Középiskolai tanulmányait szülővárosában végezte el. 1829. október 16-án belépett a Szent Benedek-rendbe. 1833-ban, Győrben tanári képesítést szerzett. Pannonhalmán hittudományi tanulmányokat folytatott. 1837. július 26-án áldozópappá szentelték. 1838–1842 között a Pannonhalmi Szent Benedek-rend Győri Főgimnáziumának tanára volt. 1842–1850 között hitszónok és hittanár volt a Győri Királyi Tudomány-Akadémián. 1850-től ismét tanár volt a győri gimnáziumban. 1851–1857 között a gimnázium igazgatója volt. 1857–1865 között Pannonhalmán perjel volt. 1865–1891 között tihanyi apát volt.

### Munkássága
A veszprémi egyházmegye és a főapátság szentszéki elnöke volt. Apátsága alatt Balatonfüreden – kölcsönből – újabb beruházásokat kezdeményezett. 1866-ban elkészült a hidegfürdő épülete, 1875-ben felállították a meteorológiai állomást. 1877-ben elkezdték a kiserdő ültetését. A tihanyi apátsági templom restaurálásának munkái is hozzá kapcsolódnak. Cikkei a Hazánkban, a Nemzeti Újságban, a Religio és Nevelésben, a Győri Gimnázium Értesítőjében és a Családi Lapokban jelentek meg.
Halálát tüdőgyulladás okozta.

## Díjai
- Vaskorona-rend